# Listă de actrițe austriece

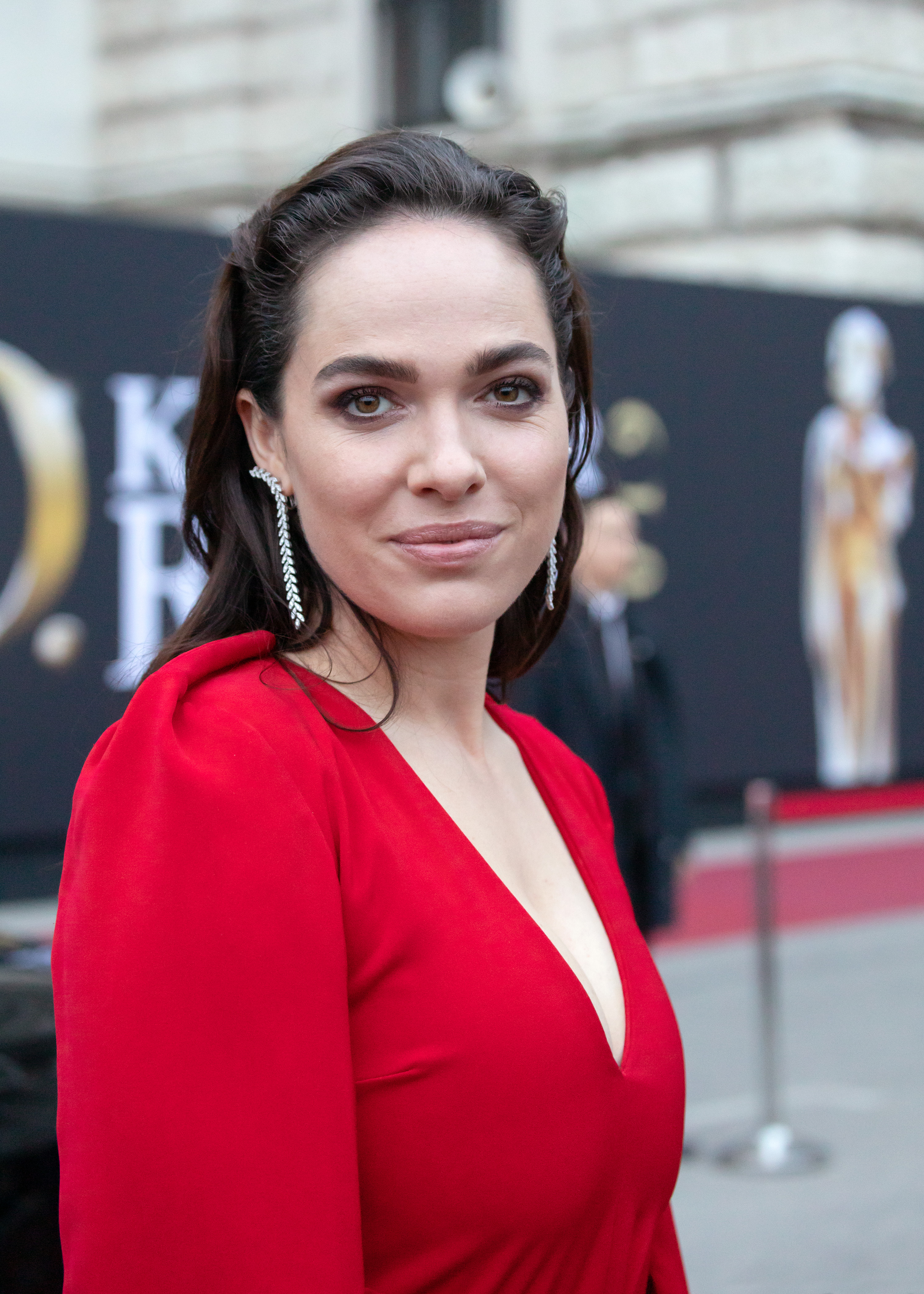
Verena Altenberger, 2019

Aceasta este o listă de actrițe austriece notabile:

Cuprins: Început - 0–9 A B C D E F G H I J K L M N O P Q R S T U V W X Y Z

## A
- Rosa Albach-Retty[1]
- Susanne von Almassy[2]
- Verena Altenberger[3]
- Helga Anders[4]
- Fanny Altenburger
- Elsie Altmann-Loos
- Hannelore Auer[5]

## B
- Hayley Barr
- Viktoria von Ballasko
- Tilly Bébé
- Grete Berger
- Senta Berger (Senta Verhoeven)[6]
- Eva von Berne
- Laura Bilgeri
- Sybille Binder
- Betty Bird
- Tala Birell
- Hedwig Bleibtreu
- Monica Bleibtreu
- Katharina Böhm
- Ruth Brinkmann
- Christine Buchegger
- Marie von Bülow
- Toni von Bukovics
- Hansi Burg

## C
- Carmen Cartellieri
- Julia Cencig
- Mady Christians
- María Corda
- Friedl Czepa

## D
- Sybil Danning
- Elfriede Datzig
- Vilma Degischer
- Birgit Doll
- Josefine Dora
- Beatrice von Dovsky
- Tilla Durieux
- Ina Duscha

## E
- Inge Egger
- Maria Eis
- Maria Emo
- Olga Engl
- Lucie Englisch
- Anna Exl

## F

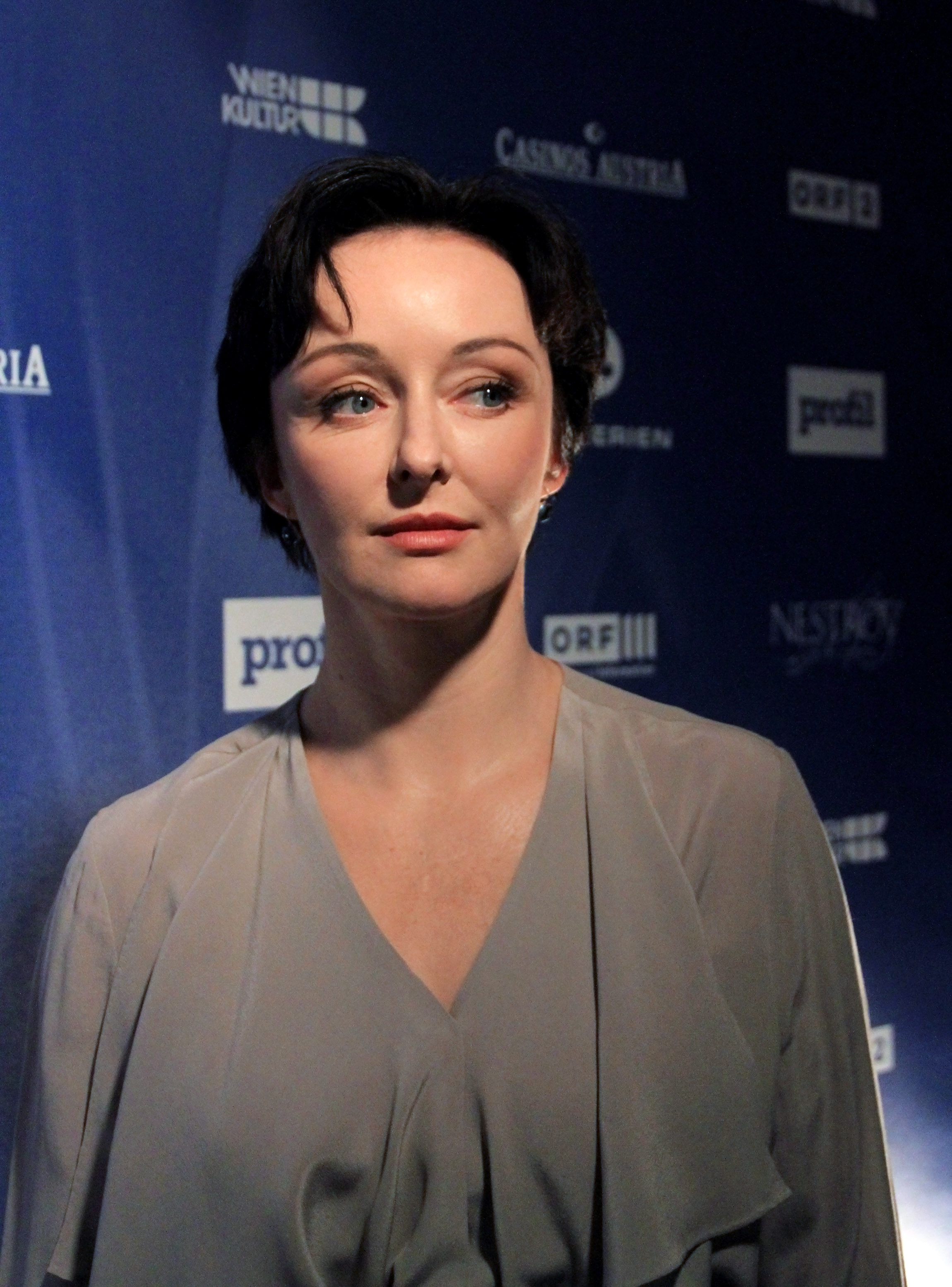
Regina Fritsch, 2012

- Anna F.
- Claude Farell[7]
- Hertha Feiler[8]
- Maria Fein
- Lilly Flohr
- Traute Foresti
- Loni von Friedl
- Regina Fritsch

## G
- Gisa Geert
- Adrienne Gessner
- Käthe Gold
- Lisl Goldarbeiter
- Marianne Golz
- Nora Gregor
- Mizzi Griebl
- Ilka Grüning

## H
- Waltraut Haas
- Grit Haid
- Liane Haid
- Mona Hala
- Andrea Händler
- Marte Harell
- Heidemarie Hatheyer
- Angelika Hauff
- Maria Holst
- Judith Holzmeister
- Christiane Hörbiger
- Nora Houfová
- Gusti Huber

## J
- Ulla Jacobsson
- Antonie Janisch
- Gertraud Jesserer
- Jenny Jugo

## K
- Anna Kallina
- Isabel Karajan
- Franziska Kinz
- Josefin Kipper
- Sonja Kirchberger
- Doris Kirchner
- Hansi Knoteck
- Dagmar Koller
- Leopoldine Konstantin
- Hilde Körber
- Hilde Krahl
- Dorit Kreysler
- Ida Krottendorf
- Nicolin Kunz

## L
- Hedy Lamarr
- Elissa Landi[9][10]
- Lotte Lang[11]
- Gilda Langer[12]
- Susi Lanner[13]
- Lotte Ledl[14]
- Lotte Lenya[15]
- Eva Löbau[16][17]
- Gerlinde Locker
- Paola Loew
- Lina Loos
- Celia Lovsky
- Sissy Löwinger

## M

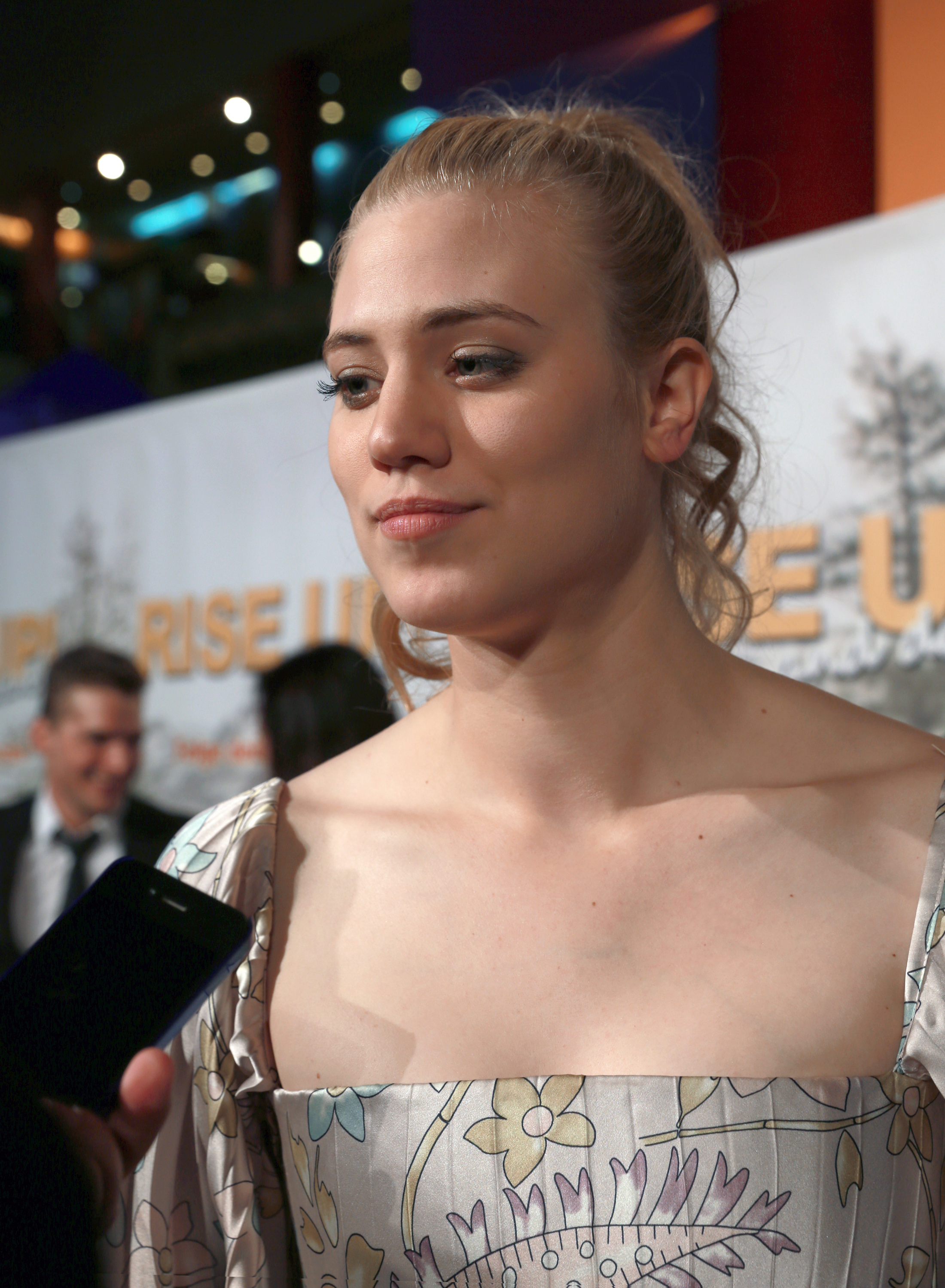
Larissa Marolt

- Madita
- Erni Mangold[18]
- Christl Mardayn
- Elisabeth Markus
- Larissa Marolt[19]
- Valerie von Martens
- Johanna Matz
- Gerda Maurus
- Emmy Mauthner
- Inge Maux
- Eva May
- Mia May
- Herta Mayen
- Elfie Mayerhofer
- Marisa Mell
- Sunnyi Melles
- Marianne Mendt
- Anny Miletty
- Edith Mill
- Marietta Millner
- Birgit Minichmayr
- Maria Minzenti
- Marion Mitterhammer
- Trude von Molo

## N
- Grete Natzler
- Hertha Natzler
- Dorothea Neff
- Krista Nell
- Elisabeth Neumann-Viertel
- Susi Nicoletti
- Hansi Niese

## O
- Ressel Orla
- Ida Orloff
- Christine Ostermayer
- Elfriede Ott

## P

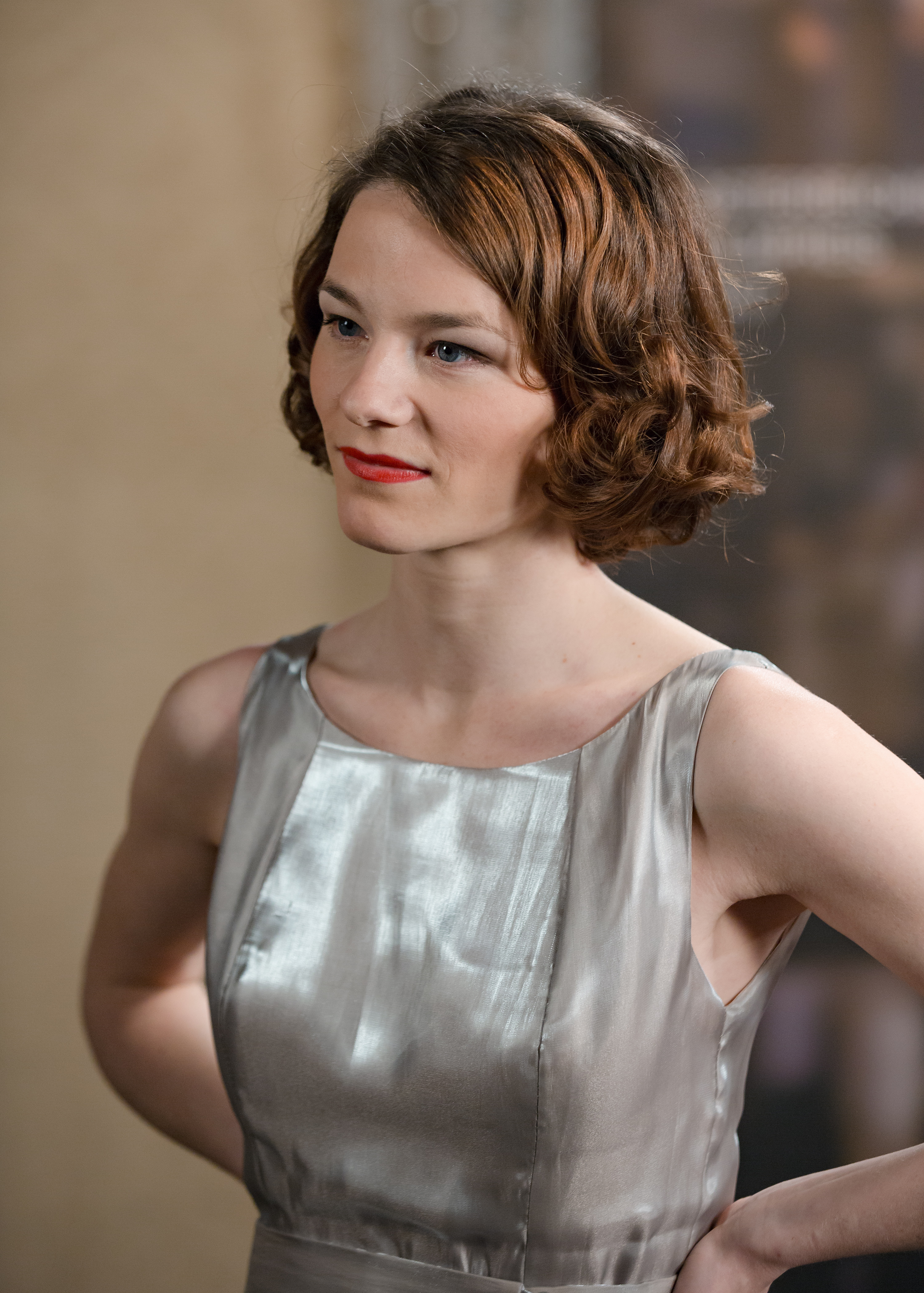
Valerie Pachner

- Valerie Pachner[20]
- Sophie Pagay
- Grace Palotta
- Hertha Pauli
- Eva Pawlik
- Maria Perschy
- Clementine Plessner
- Erika Pluhar
- Irene Prador
- Nina Proll[21]
- Auguste Pünkösdy

## R

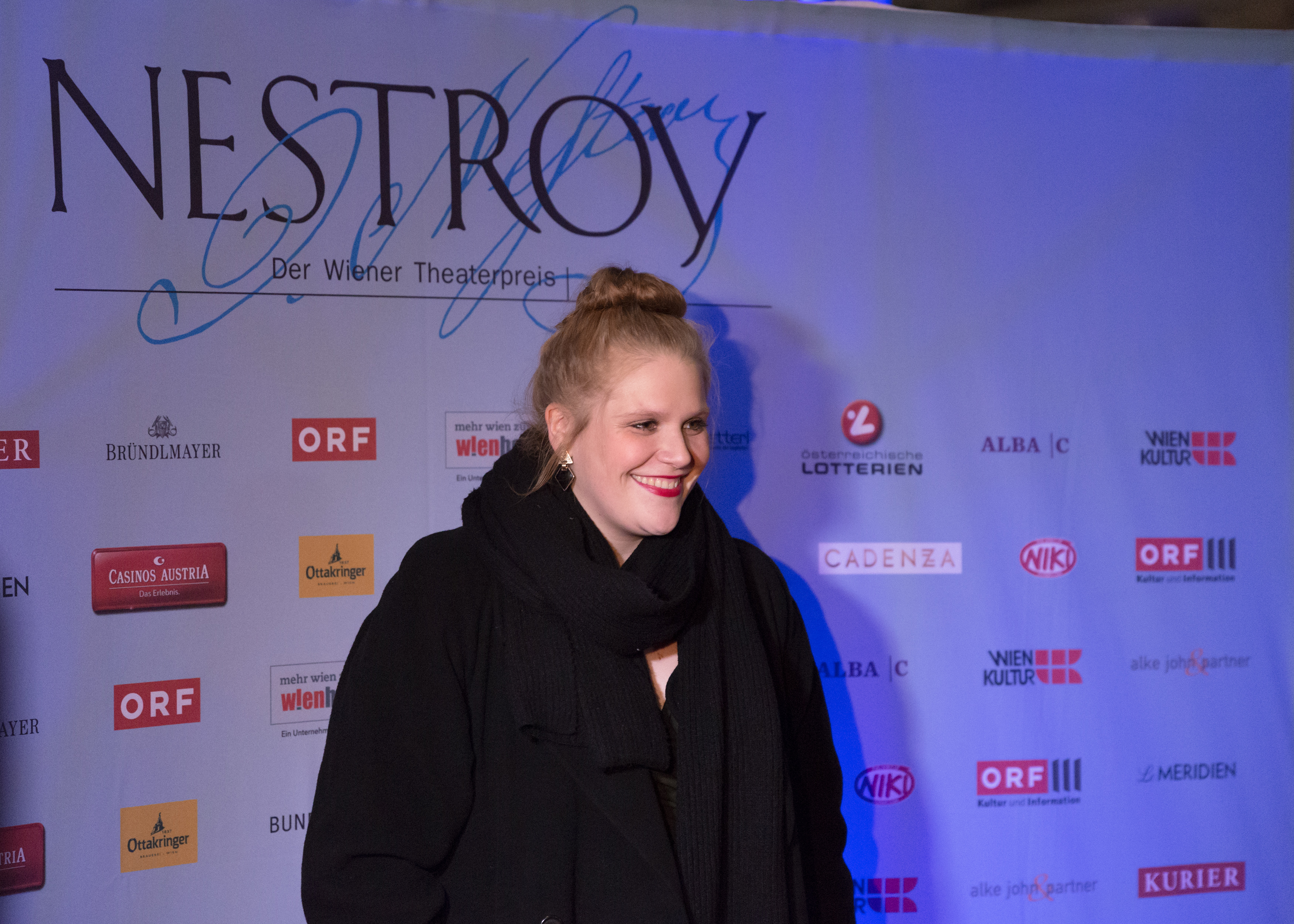
Stefanie Reinsperger

- Else Rambausek
- Maria Reisenhofer
- Stefanie Reinsperger[22]
- Erika Remberg
- Patricia Rhomberg
- Frida Richard
- Ellen Richter
- Maria Rohm
- Sophie Rois[23]
- Annie Rosar

## S

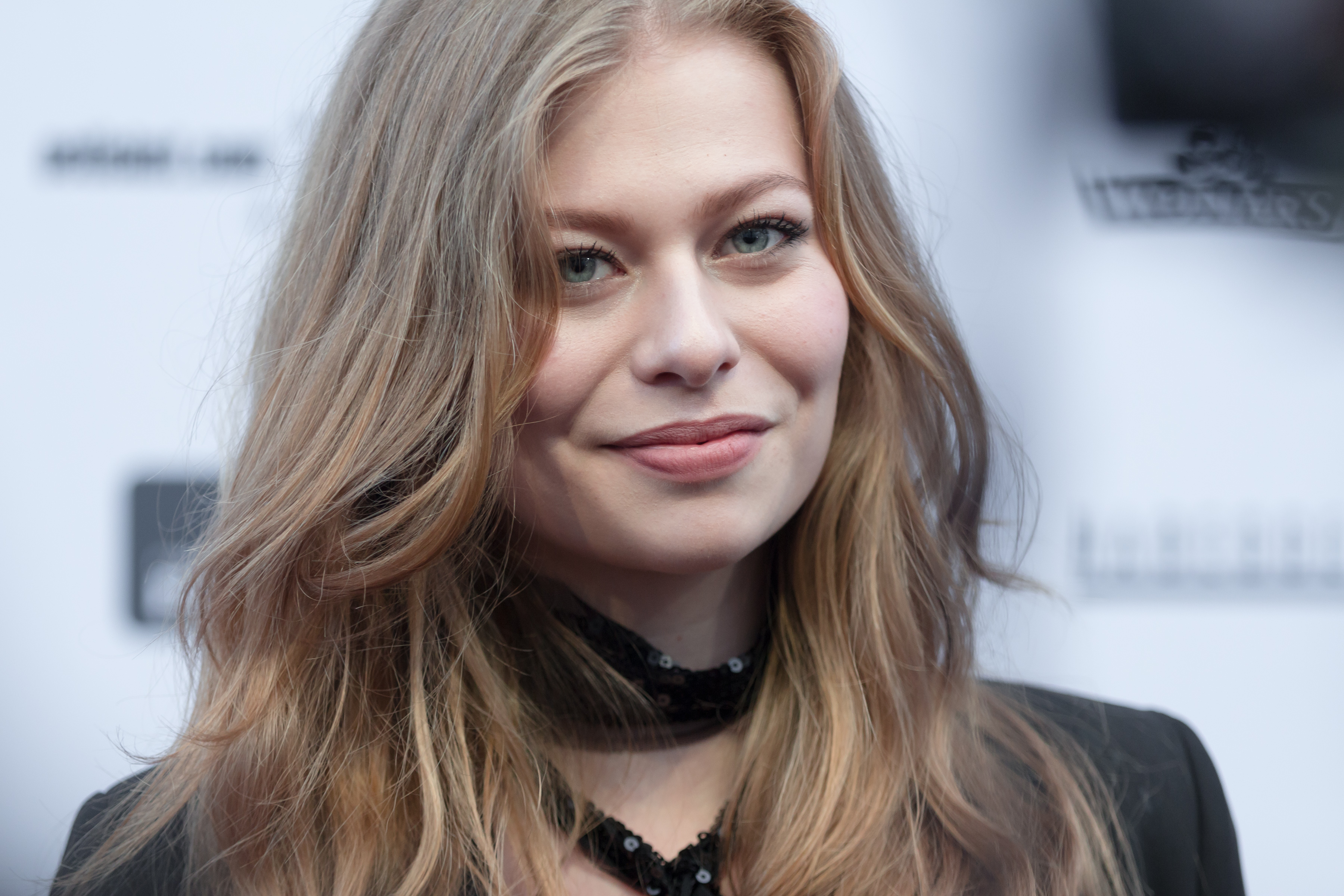
Zoë Straub

- Leontine Sagan
- Angela Salloker
- Amira El Sayed
- Maria Schell
- Marianne Schönauer
- Gretl Schörg
- Christine Schuberth
- Christa Schwertsik
- Alma Seidler
- Julia Serda
- Dagny Servaes
- Margarete Slezak
- Sybil Smolova
- Magda Sonja
- Steffie Spira
- Herta Staal
- Julia Stemberger
- Hilde von Stolz
- Zoë Straub
- Rose Stradner
- Mathilde Sussin

## T
- Herta Talmar
- Karina Thayenthal
- Gretl Theimer
- Helene Thimig
- Jane Tilden
- Nadja Tiller
- Elisabeth Trissenaar
- Nini Tsiklauri
- Berta Türk

## U

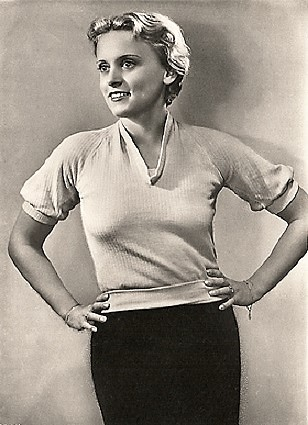
Luise Ullrich (1910 - 1985)

- Luise Ullrich[24]

## V
- Erica Vaal
- Barbara Valentin

## W

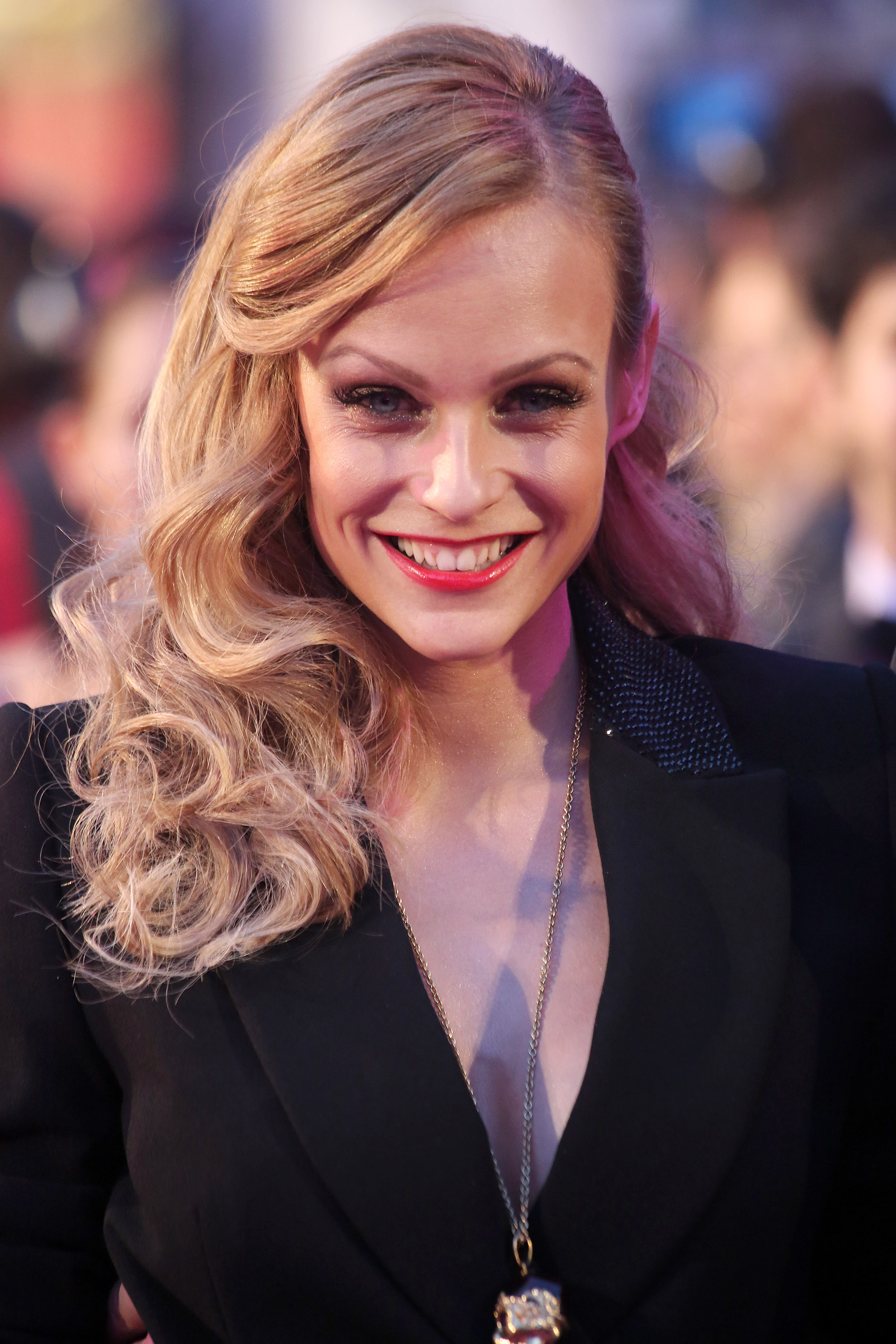
Mirjam Weichselbraun

- Hilde Wagener
- Lizzi Waldmüller
- Marianne Walla
- Mirjam Weichselbraun
- Heidelinde Weis
- Thea Weis
- Franziska Weisz
- Senta Wengraf
- Gisela Werbezirk
- Paula Wessely
- Elke Winkens
- Lina Woiwode
- Gusti Wolf
- Susanne Wuest

## Z
- Maria Zelenka
- Bibiana Zeller